# 320 (numero)
Trecentoventi (320) è il numero naturale dopo il 319 e prima del 321.

## Proprietà matematiche
- È un numero pari.
- È un numero composto con 14 divisori: 1, 2, 4, 5, 8, 10, 16, 20, 32, 40, 64, 80, 160, 320. Poiché la somma dei suoi divisori (escluso il numero stesso) è 442 > 320, è un numero abbondante.
- È un numero semiperfetto in quanto pari alla somma di alcuni (o tutti) i suoi divisori.
- È un numero di Harshad (in base 10), cioè è divisibile per la somma delle sue cifre.
- È un numero pratico.
- È parte delle terne pitagoriche (72, 320, 328), (156, 320, 356), (192, 256, 320), (240, 320, 400), (320, 336, 464), (320, 462, 562), (320, 600, 680), (320, 768, 832), (320, 999, 1049), (320, 1260, 1300), (320, 1584, 1616), (320, 2550, 2570), (320, 3192, 3208), (320, 5115, 5125), (320, 6396, 6404), (320, 12798, 12802), (320, 25599, 25601).
- È un numero felice.
- È un numero congruente.
- È un numero di Leyland.

## Astronomia
- 320P/McNaught è una cometa periodica del sistema solare.
- 320 Katharina è un asteroide della fascia principale del sistema solare.

## Astronautica
- Cosmos 320 è un satellite artificiale russo.